# Urodacus butleri
Espèce
Urodacus butleri est une espèce de scorpions de la famille des Scorpionidae.

## Distribution
Cette espèce est endémique du Pilbara en Australie-Occidentale. Elle se rencontre sur l'île de Barrow, vers Cape Preston et dans les monts Chichester.

## Étymologie
Cette espèce est nommée en l'honneur de William Henry Butler.

## Publication originale
- Volschenk, Harvey & Prendini, 2012 : « A new species of Urodacus (Scorpiones, Urodacidae) from Western Australia. » American Museum novitates, no 3748, p. 1-18 (texte intégral).